# Lừa Provence
Lừa Provence, tiếng Pháp: Âne de Provence, là một giống lừa nhà có nguồn gốc từ Provence, ở phía đông nam nước Pháp. Nó hiện được phân bố ở nhiều vùng trung tâm và đông nam nước Pháp, tập trung nhiều nhất ở vùng Provence và vùng Auvergne-Rhône-Alpes. Trong hàng trăm năm, giống lừa Provence đã được những người chăn chiên trong khu vực sử dụng làm động vật thồ hàng giữa nơi trú ẩn mùa hè trên dãy núi Alps cao thuộc Haute-Provence và Dauphiné và căn cứ mùa đông của họ ở Basse-Provence.

## Lịch sử
Các hồ sơ sớm nhất về việc sử dụng lừa của những người chăn chiên ở Provence là từ thế kỷ thứ mười lăm. Trong thời gian di chuyển theo mùa giữa vùng đất thấp nơi những con cừu được chăn thả vào đông và những đồng cỏ núi cao, nơi chúng trải qua những tháng mùa hè, những con lừa được sử dụng làm động vật vận chuyển. Chúng mang theo trên bộ yên thiết bị và vật tư cần thiết cho những người chăn chiên dọc theo hành trình.
Sau khi cơ giới hóa vận chuyển trong thế kỷ XX, đầu tiên bằng đường sắt và sau đó bằng đường bộ, giống lừa đã giảm ở một tốc độ đáng báo động. Vào cuối thế kỷ 19, một cuộc điều tra số lượng lừa ở các tỉnh Provence đã ghi nhận 13.000 con; vào năm 1956 con số này đã giảm xuống còn khoảng 2000, và đến năm 1993 chỉ xác định được hơn 330 con.